# Paralimnetis texana
Paralimnetis texana är en kräftdjursart som beskrevs av Martin och Denton Belk 1988. Paralimnetis texana ingår i släktet Paralimnetis och familjen Lynceidae. Inga underarter finns listade i Catalogue of Life.